# Línea L14 (Montevideo)
La línea L14 es una línea local de Montevideo, une el barrio Paso Molino con la terminal de Paso de la Arena. La ida es Paso de la Arena y la vuelta Paso Molino.

## Recorridos
Circula por los barrios Paso Molino, Belvedere, Nuevo París, Sarandí, 19 de Abril, Paso de la Arena. 
| Ida - Camino Castro - Avenida Agraciada - San Quintín - Juan B. Pandiani - Avenida Carlos María Ramírez - Bulevar Manuel Herrera y Obes - Rodolfo Rincón - Avenida Luis Batlle Berres - Camino Tomkinson - Pbro. Cosme Agulló - Camino Cibils - Avenida Luis Batlle Berres - (Terminal de Paso de la Arena) | Vuelta - (Terminal de Paso de la Arena ) - Avenida Luis Batlle Berres - Avenida Carlos María Ramírez - Avenida Agraciada - Camino Castro |